# Notosalpingus variipennis
Notosalpingus variipennis is een keversoort uit de familie platsnuitkevers (Salpingidae). De wetenschappelijke naam van de soort werd in 1908 gepubliceerd door Arthur Mills Lea.